# Siedlce (Gdańsk)

Lage des Stadtbezirks Siedlce in Danzig

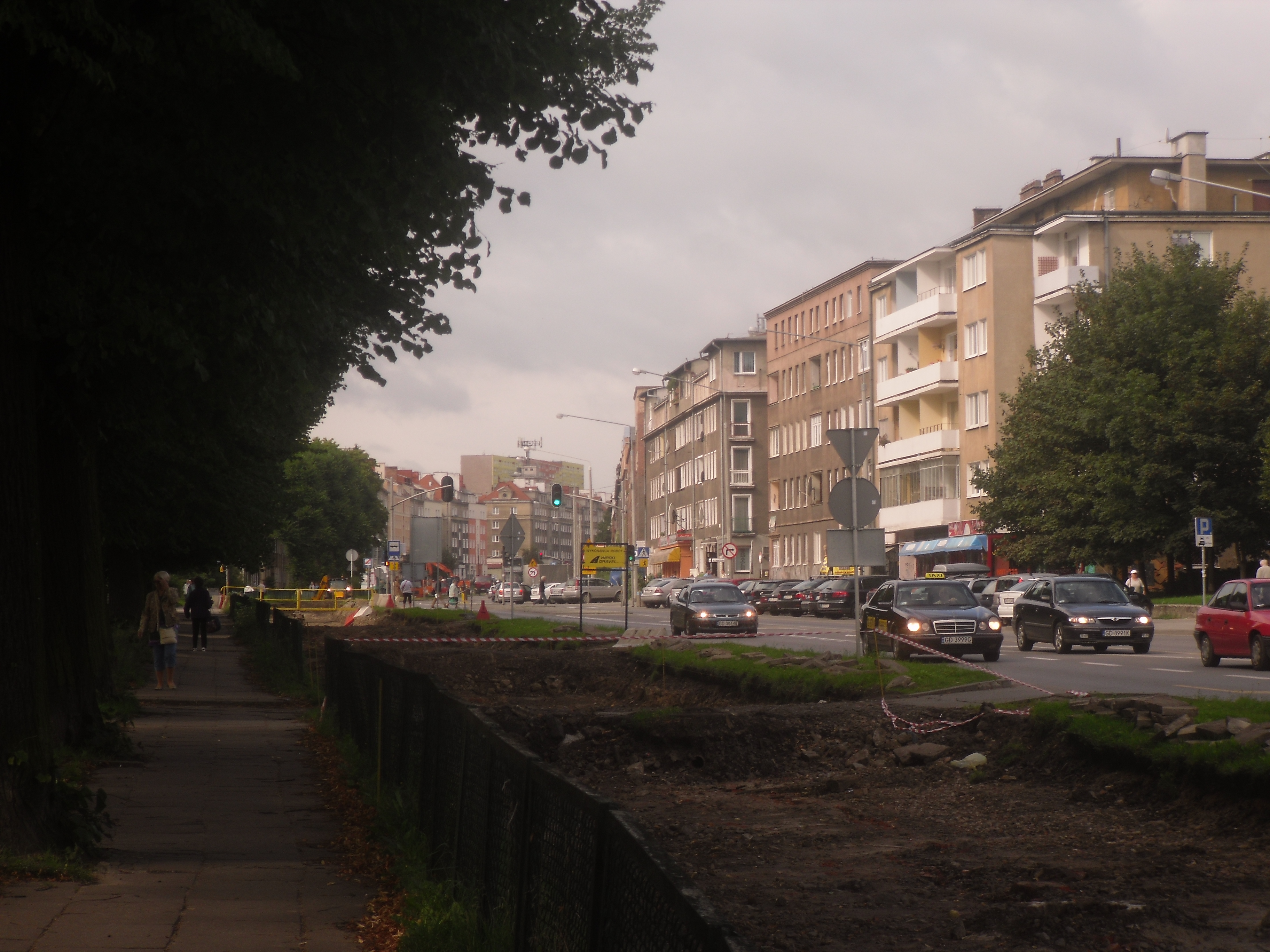
Siedlce, ulica Kartuska

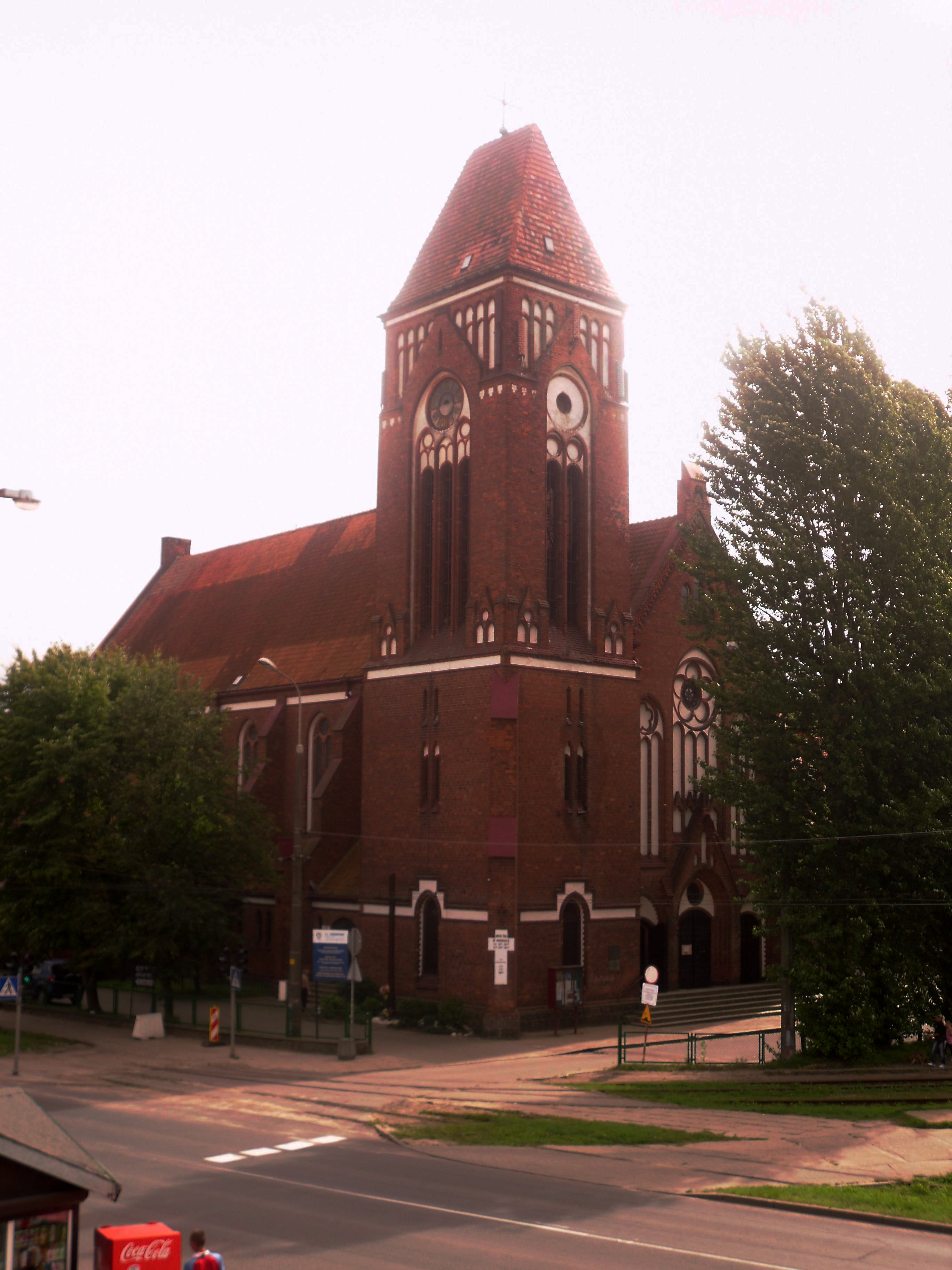
Franziskus-Kirche in Emaus

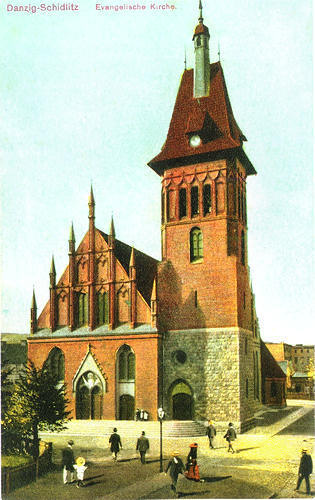
evang. Heilandskirche, 1945 zerstört

Siedlce (kaschubisch Szëdlëce; deutsch Schidlitz) ist ein Stadtbezirk von Gdańsk (Danzig) in Polen, dieser umfasst eine Fläche von 2,6 km² und zählt 14359 Einwohner mit einer Bevölkerungsdichte von 5433 Einwohnern/km². Der größte Teil des Bezirks kam in den Jahren 1814 administrativ zur Stadt Danzig.

## Geschichte
Alt Schottland, Schidlitz und Stolzenberg wurden nach der polnischen Teilung von 1772, im Gegensatz zur Stadt Danzig, preußisch. Die drei Gemeinden bekamen als vereinigte Vorstädte 1773 Stadtrecht. Das Altpreußische Garnisons-Regiment No. II wurde damals in Schidlitz stationiert.

### Sport
FT Danzig-Schidlitz unterlag 1928 im Halbfinale-Ost dem späteren deutschen ATSB-Fußballmeister SC Adler Pankow 0:9 (0:3).

## Geographie
Siedlce liegt im Westen der Danziger Innenstadt, der Stadtbezirk grenzt an die Bezirke Aniołki, Innenstadt, Chełm, Wzgórze Mickiewicza, Ujeścisko-Łostowice, Piecki-Migowo und Suchanino.

### Gliederung
- Siedlce (Schidlitz)
- Dolina (Schladahl)
- Emaus (Emaus)
  - Alt Emaus, Neu Emaus, Drey Linden – Trzy Lipy
- Krzyżowniki (Tempelburg)
- Szkódka (Schlapke)
- Winniki (Weinberg)
- Ziemica (Große Molde)

## Bauwerke
- Franziskus-Kirche (św. Franciszka z Asyżu) in Emaus, 1904–1906 von August Menken erbaut
- Kirche der Danziger Baptistengemeinde
- Evang. Heilandskirche, 1901 von Ludwig von Tiedemann erbaut, 1945 zerstört
- Jacob-Hegge-Kapelle, abgerissen.

## Persönlichkeiten
- Helga Haase (1934–1989), Eisschnellläuferin (DDR),
- Kurt Herholz (1905–1983), Politiker und antifaschistischer Widerstandskämpfer,
- Walter Hoeft (1906–1939), Priester und NS-Opfer, 1937 Vikar in Emaus,
- Georg Wolf von Tümpling (1713–1777, † in Schidlitz), preußischer Oberst.